# Ronald Waterreus
Ronald Katarina Martinus Waterreus (Lemiers, 25 de Agosto de 1970) é um ex-goleiro holandês que defendeu o PSV Eindhoven na maior parte da carreira. Passou também por Roda JC, Manchester City, Rangers, AZ Alkmaar e Red Bull New York. Defendeu também a Seleção Neerlandesa de Futebol, mas nunca jogou uma edição de Copa do Mundo (a Holanda fora eliminada nas Eliminatórias), mas disputou a Eurocopa de 2004.